# Flattop Island
Flattop Island är en ö i Kanada.   Den ligger i territoriet Nunavut, i den östra delen av landet, 2 200 km nordväst om huvudstaden Ottawa.